# 綾瀬川放水路

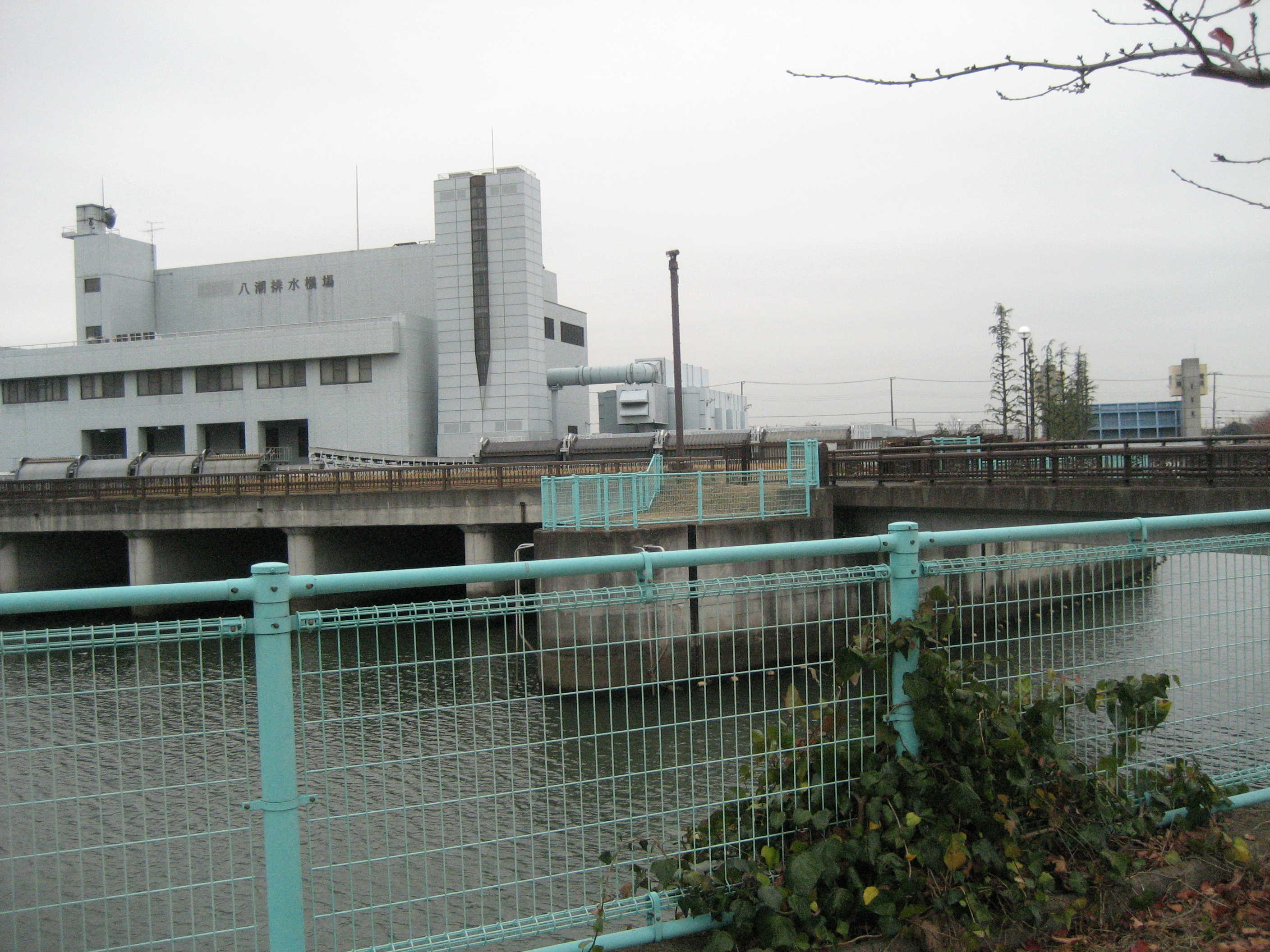
八潮排水機場付近水門の奥が中川

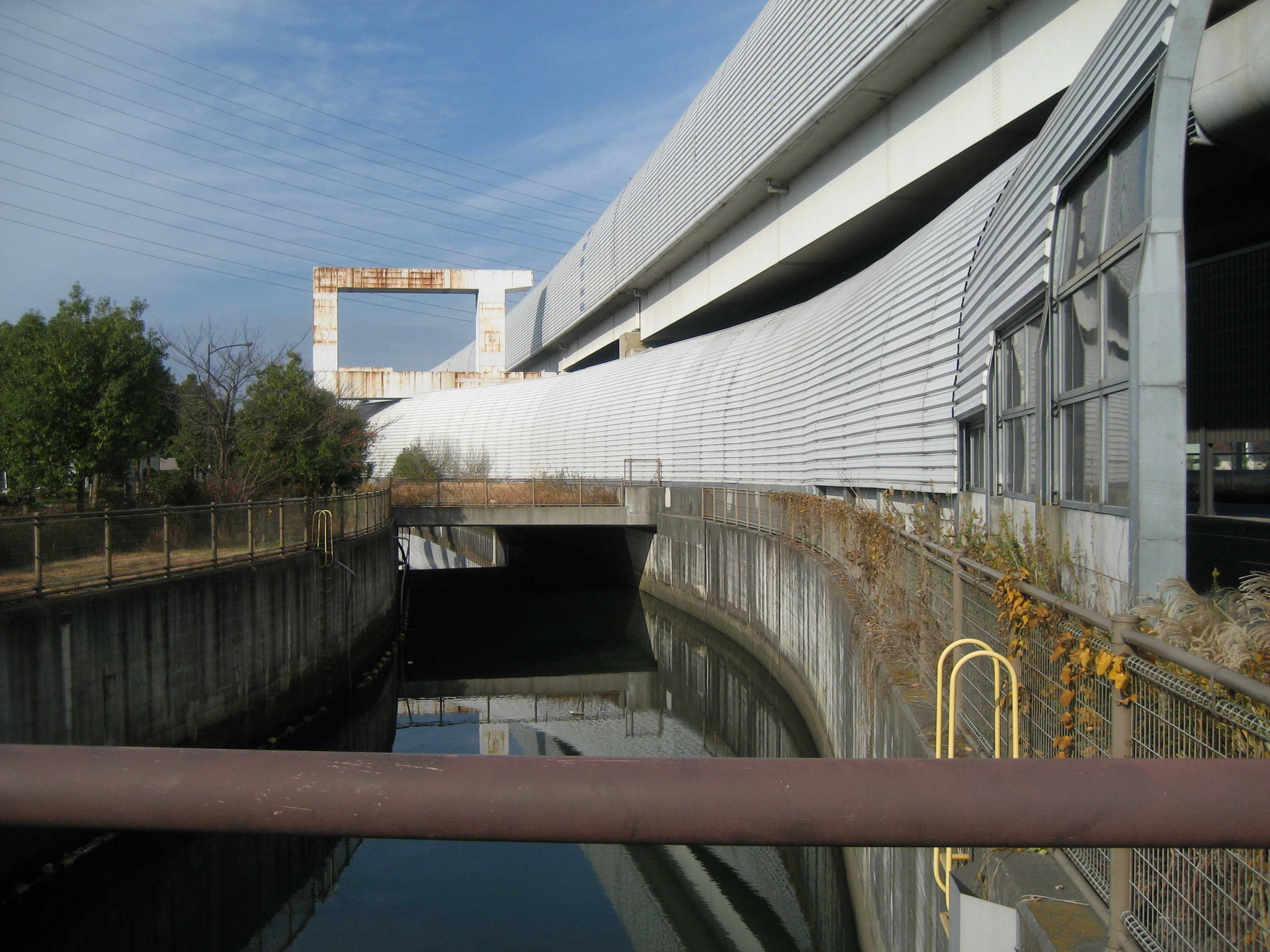
外環道との並行部分（草加市内）

綾瀬川放水路（あやせがわほうすいろ）は、埼玉県草加市の綾瀬川から八潮市の中川を結ぶ放水路である。全長約4km。ほとんどが東京外環自動車道（国道298号）に沿って整備されている。

## 歴史
中川・綾瀬川流域は特に低層のため、水が溜まりやすい地形である上、都市化の進展により大雨が降ると度々洪水になり、流域住民を悩ませていた。そのため1980年に全国で10番目に「総合治水対策特定河川」に指定され、建設省，東京都，埼玉県，流域の40の自治体による中川・綾瀬川総合治水対策協議会を発足させ、1983年に、流域整備計画を策定した。
その中に、綾瀬川放水路の整備が盛り込まれ、1992年11月に東京外郭環状道路の開通と共に、側水路と地下貯留槽が完成。また1992年8月に北側の放水路、さらに1996年5月には、南側の放水路が完成した。1999年に八潮排水機場のポンプが完成し、すべての設備が完成した。

## 構造
綾瀬川に水門を設置、U字型のコンクリート築堤を東京外環自動車道と国道298号を挟む形で設置している。途中の河川・用水路との交差部にも、水門を設置している。また中川側には、水門と洪水時に使用するポンプ場（八潮排水機場）を設置している。

## 機能
綾瀬川の洪水の一部100m3/sec（最大）と途中の流域の洪水を合わせて、最大150m3/secを中川へ排水する。

## 関連する河川
- 綾瀬川
- 中川
- 古綾瀬川
- 八条用水
- 葛西用水